# Thomas H. Ince
Thomas Harper Ince (ur. 6 listopada 1882 w Newport, zm. 19 listopada 1924) – amerykański producent filmowy, reżyser, aktor i scenarzysta. Nazywany „ojcem amerykańskiego westernu”.

## Filmografia
scenarzysta
- 1911: The Mirror
- 1915: The Grudge
- 1915: Aloha Oe
- 1916: Dezerter

producent
- 1912: Blood Will Tell
- 1915: The Man from Oregon
- 1917: Time Locks and Diamonds
- 1923: Serce bestii
- 1924: Those Who Dance

aktor
- 1905: Saven Ages
- 1910: Jego nowy kapelusz
- 1914: The Gangsters and the Girl

reżyser
- 1910: Little Nell's Tobacco
- 1912: The Indian Massacre
- 1912: Love and Jealousy
- 1914: Out of the Night
- 1923: Anna Christie

## Wyróżnienia
Posiada swoją gwiazdę na Hollywoodzkiej Alei Gwiazd.